# Stadsloket Zuidoost

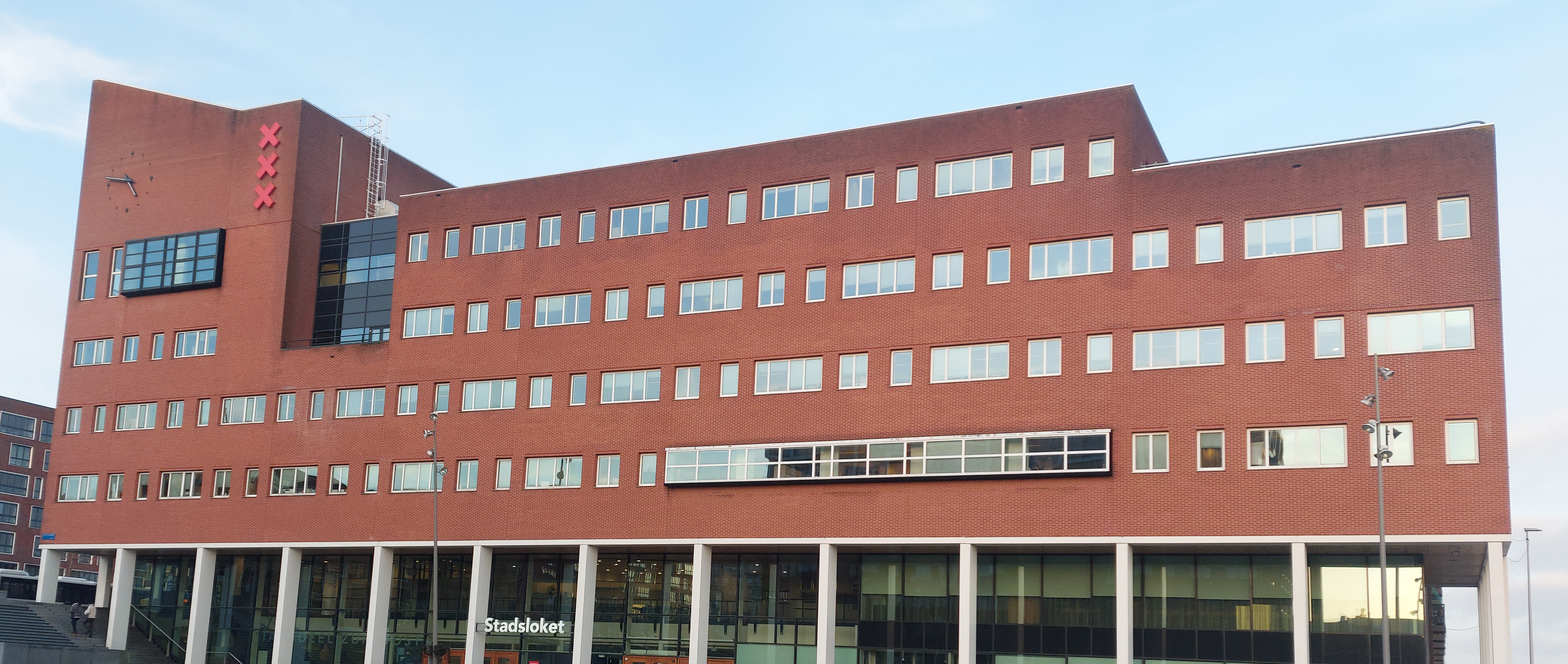
Stadsloket Zuidoost

Stadsdeelkantoor Zuidoost, ook bekend als Stadsloket Zuidoost, is een markant gebouw in de wijk Amsterdam-Zuidoost. Het kantoor, gelegen aan het Anton de Komplein, werd in 2006 gerealiseerd naar het ontwerp van ADP Architecten. Dit gebouw symboliseert de transformatie van de Bijlmermeer naar een veiliger en leefbaarder stadsdeel en speelt een centrale rol in de gemeenschap.

## Architectuur en Ontwerp
Het kantoor valt op door zijn iconische trap die het plein verbindt met de verhoogde Bijlmerdreef. Deze trap, uitgerust met een hellingbaan, maakt het plein toegankelijk voor rolstoelgebruikers en heft de scheiding tussen autoweg en voetgangersgebied op. Het gebouw zelf kent een variatie in hoogte, van drie tot zes verdiepingen, met het hoogste punt op de hoek van de Bijlmerdreef en het plein. De gevel is versierd met de drie rode andreaskruizen van het logo van de gemeente Amsterdam en een minimalistische klok.

## Interieur
Binnenin het gebouw bevinden zich publieke ruimtes, een raadszaal, een vergadercentrum en kantoren. De inrichting van het gebouw is eveneens verzorgd door ADP Architecten, met specifieke aandacht voor de behoeften binnen de verschillende sectoren van het stadsdeel, zoals spreekkamers en lounge-ruimtes.

## Renovatie en Duurzaamheid
Recentelijk heeft het Stadsloket Zuidoost een uitgebreide renovatie ondergaan, uitgevoerd door Slokker Bouwgroep. De renovatie omvatte een herinrichting van de kantoorruimtes, met een focus op circulariteit en duurzaamheid. Materialen zoals aluminium binnenpuien en delen van de vloerbedekking en plafonds zijn hergebruikt. Het resultaat is een frisse, moderne en flexibele werkruimte die diversiteit en eenheid viert.